# (9132) Walteranderson
(9132) Walteranderson (2821 P-L) – planetoida z grupy pasa głównego asteroid okrążająca Słońce w ciągu 5,51 lat w średniej odległości 3,12 j.a. Odkryta 24 września 1960 roku.